# Rachel Buehler
Rachel Buehler, född den 27 augusti 1985 i La Jolla, Kalifornien, är en amerikansk fotbollsspelare. Vid fotbollsturneringen under OS 2008 i Peking deltog hon i det amerikanska lag som tog guld. 